# 1230-ті до н. е.

## Події
- Вавилон захопленний та розграбований Ассирією.

## Правителі
- Єгипет: фараон Рамсес II;
- Ассирія: цар Тукульті-Нінурта I;
- Вавилонія: цар Кантіліаш IV та Елліль-надін-шумі (можливо, правив як намісник ассирійського царя);
- Елам: царі Унташ-Напіріша та Кітен-Хутран;
- Хатті: цар Тудхалія IV;
- імператор китайської династії Шан Ву Дін.